# 2015年沙巴地震
2015年沙巴地震是2015年6月5日，發生在馬來西亞沙巴兰瑙的地震，地震规模达矩震級6.0級，震央位于兰瑙西北12公里处，距离首府亚庇85公里，震源深度10公里，地震時間持續长达30秒，最高烈度达VII级。是马来西亚自1976年以來震度最強的地震。除了兰瑙及亚庇，沙巴多地包括担布南、斗亚兰、古打毛律、吧巴、保佛甚至远至纳闽均有震感。据英国广播公司（BBC）报导，地震造成京那峇魯山上18人死亡，137名登山客受困，隨後全數救出。
这也是沙巴及马来西亚自有地震测量以来，所记录的规模最大的地震。马来西亚前首相马哈迪·莫哈末對沙巴發生地震導致死傷感到遺憾，並指天災難以預料。

## 伤亡
| 国籍           | 成人 | 儿童 | 共計 |
| -------------- | ---- | ---- | ---- |
| 新加坡         | 2    | 5    | 7    |
| 马来西亚       | 6    |      | 6    |
| 中华人民共和国 | 1    |      | 1    |
| 菲律賓         |      | 1    | 1    |
| 日本           | 1    |      | 1    |
| 總計           | 10   | 6    | 16   |

这次地震导致京那峇鲁山大量山石崩落、钢索栈道损坏，正在攀岩的登山客首当其冲，因而伤亡都集中在那里。18位死者当中，有14位登山旅客、2位向导及2位钢索栈道职员，包括7名12岁的儿童。当中的向导、栈道职员及2名成年登山客共6人来自马来西亚，9名来自新加坡的死者包括了6名儿童，另有中华人民共和国、日本、菲律宾各1名，当中的菲律宾籍罹难者是一名在新加坡求学的12岁儿童。
另外，记录在案的伤者共17名，有13位是12岁儿童，其中9位来自新加坡，澳洲、印度及韩国的儿童伤者各1位；另4位成年伤者全是新加坡籍。6名儿童罹难者均是新加坡丹绒加东小学的学生，还有一名教师及随行导游遇难。当时该校师生37人正通过神山钢索栈道攻顶，却不幸因地震而蒙难。

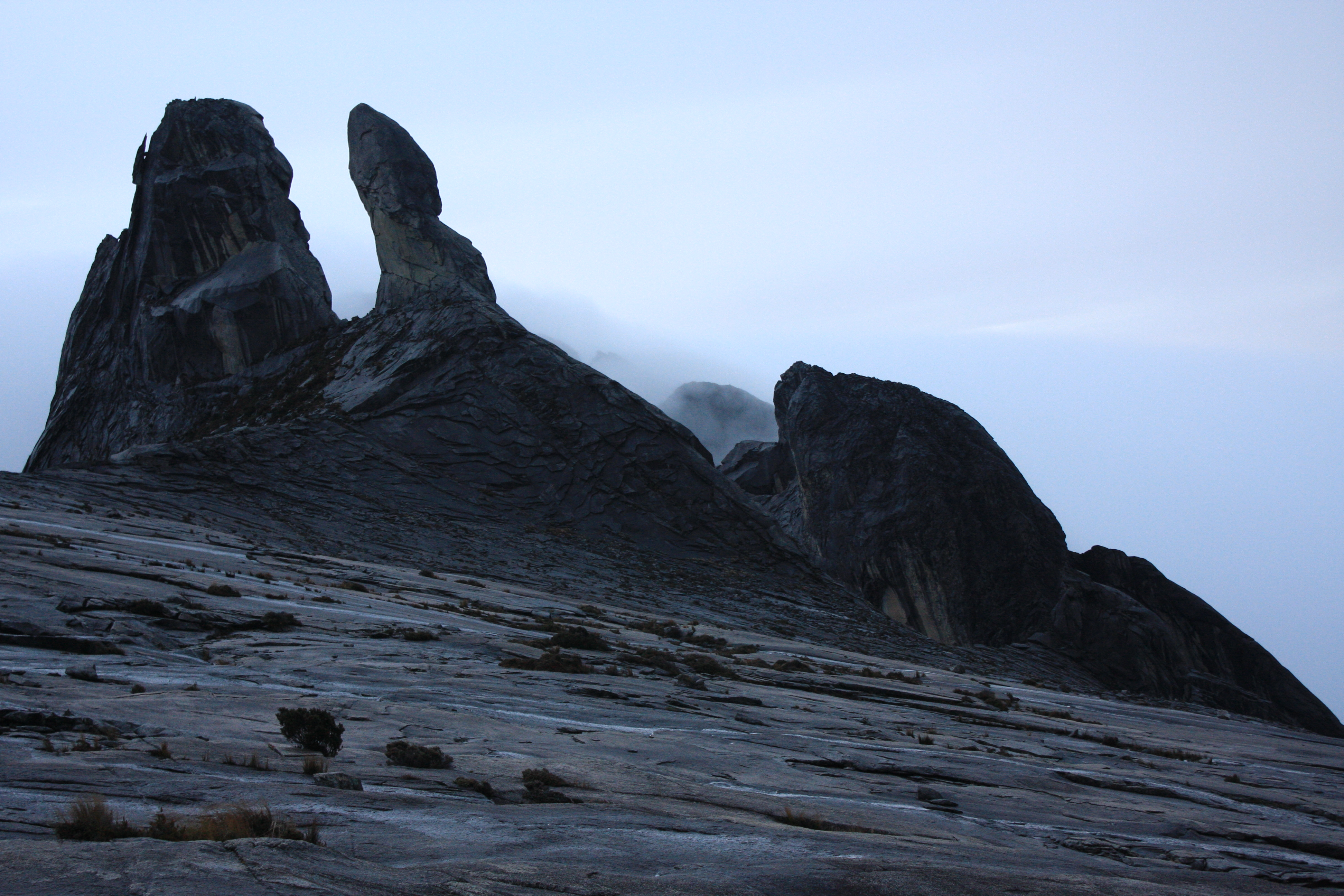
地震后的京那巴鲁山

## 国内反应

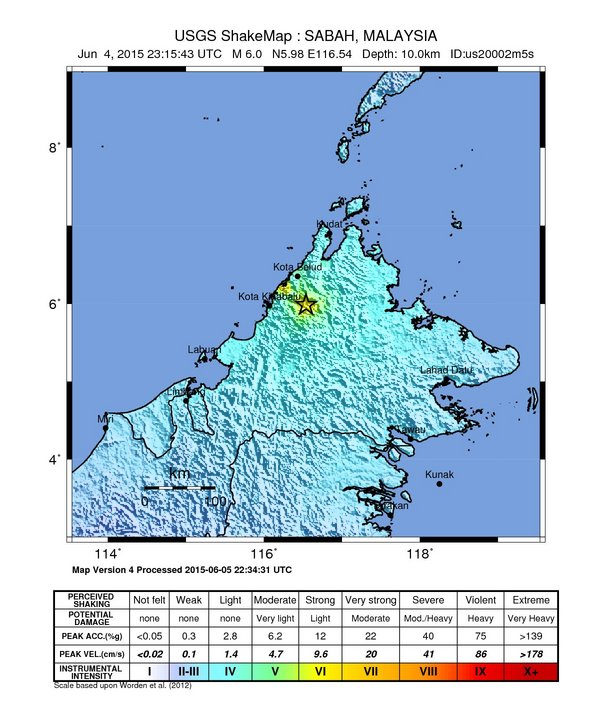
美国地质调查局所提供的烈度图

根据澳大利亚登山者的报道，沙巴当地的登山向导在这种情况下成为第一批救援人员。馬來西亞政府的消防和救援局、皇家警察和武装部队等單位在救援任务期间提供了装备，据山向导报。位于亚庇的伊丽莎白女王医院变成了灾难中心。在国家安全委员会（NSC）派遣特别马来西亚灾害援助和救援队（SMART）的25名成员-医务人员，工程师和救援人员。
時任副首相慕尤丁视察灾区，指示国家安全理事会推出地震预警系统，并表示沙巴6个地区的23间学校受到地震影响。

## 国际反应
- ：文莱苏丹兼首相哈桑纳尔·博尔基亚向马来西亚和新加坡总理表示慰问[16]。
- 东帝汶：地震后，东帝汶政府向马来西亚和新加坡表示慰问，并表示该国声援所有受这场地震影响的人。东帝汶政府发言人阿吉奧·佩雷拉（英语：Ágio Pereira）指出：“我们思念所有悲伤的人，特别是那些在这场地震中失去儿女的家庭”。
- 新加坡：总理李显龙希望地震后失踪的学童及其老师的命运取得最好的成绩。新加坡外交部的「危机应对小组」（MFA）迅速派赴沙巴，而新加坡通信和信息部部長雅國也对地震表示同情：“我的想法与马来西亚沙巴的人们在一起”。6月7日，李显龙对所有遇难者表示最深切的哀悼，并感谢所有马来西亚当局，哥打京那巴鲁的搜救队和医院工作人员以及城市和新加坡的新加坡官员所做的努力。新加坡政府宣布将6月8日定为国家纪念日，新加坡国旗下半旗，在2015年东南亚运动会所有场馆开始时都默哀一分钟[17][18]。

## 争议事件
地震发生后，时任首相纳吉·阿都拉萨次日仍按既定行程访问沙特阿拉伯三天。虽然他出访期间频发声明及推特悼念死难者，不过反对党仍抨击他轻重不分。前首相马哈迪·莫哈末也以一贯讽刺的口吻说：“我想他很忙，他一定非常忙，首相是很忙的。”。

## 纪念
2016年6月5日，京那巴鲁山的山脚附近竖立了一座刻有18名罹难者名字的“神山山难纪念碑”。